# Sari Nusseibeh
Sari Nusseibeh (* 12. Februar 1949 in Damaskus, arabisch سري نسيبة, DMG Sarī Nusaiba) ist ein palästinensischer Philosoph und Politiker. Von 1995 bis 2014 war er Präsident der al-Quds-Universität in Jerusalem. Von 2001 bis 2002 war er der Hauptvertreter der PLO in Jerusalem. 2002 war er Mitbegründer von The People’s Voice, einer israelisch-palästinensischen Basisorganisation, die sich für Frieden zwischen Israel und Palästina einsetzt.

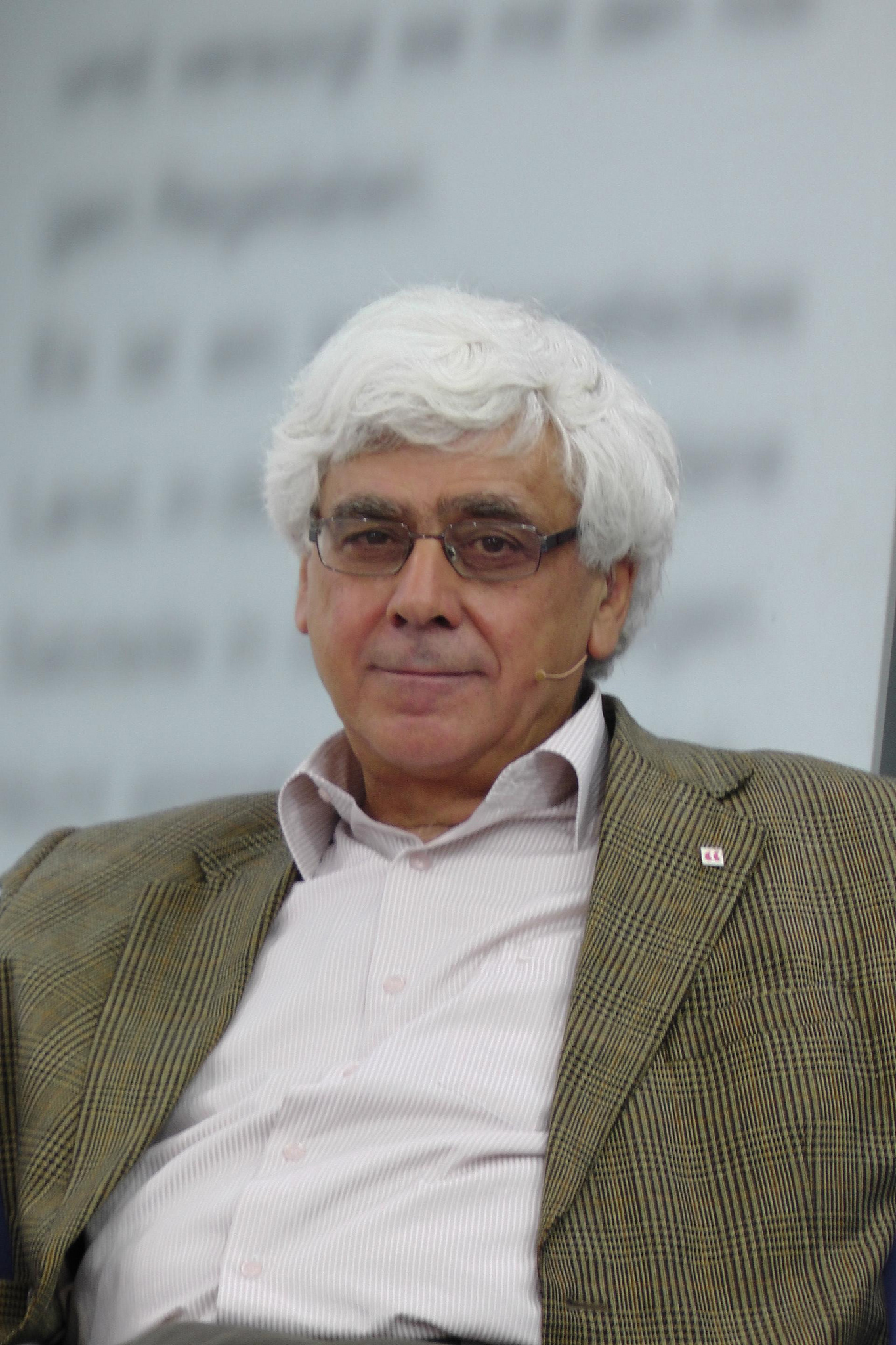
Sari Nusseibeh auf der Leipziger Buchmesse, 2012

## Leben
Sari Nusseibeh wuchs als Sohn einer angesehenen und wohlhabenden palästinensischen Familie in der Altstadt von Jerusalem auf. Seine Familiengeschichte ist verwoben mit der Stadt, und sein eigenes Leben mit dem palästinensischen Kampf für Souveränität. Die Familie erhielt bereits im Jahre 637 die Ehrenpflicht Hüter des Schlüssels der Grabeskirche, der heiligsten Stätte des Christentums, zu sein und stellte den Hohen Richter in Jerusalem. Der Familienname hat matriarchalische Wurzeln und stammt von der mutigen Kämpferin Nusaybah, Lehrerin des frühen Islams und Weggefährtin Mohammeds. Sein Vater ist der bekannte Politiker Anwar Nusseibeh.
Er besuchte die St. George’s School und studierte am Christ Church College in Oxford. An der Harvard University wurde er 1978 in Islamischer Philosophie promoviert (Ph. D.). Von 1978 bis 1990 lehrte er an der Universität Bir Zait. Dort wurde er der Direktor der ersten Personalvertretung. In dieser Funktion wehrte er sich erfolgreich gegen israelische Einflussnahme auf die Universitäten, und Bir Zait wurde zum Zentrum des Widerstandes gegen die Besatzung. Als anfänglicher Befürworter eines gemeinsamen Staates „Paläst-el“ wurde er in dieser Zeit zum Befürworter einer Zwei-Staaten-Lösung. Er versuchte dies immer mit friedlichen Mitteln, z. B. provokanten Forderungen, zu erreichen.
Von 1988 bis 1991, zur Zeit der Ersten Intifada, gehörte er dem Leitungsgremium der PLO an. Mit Faisal Husseini verfasste er Flugblätter und kümmerte sich um die Finanzierung des Aufstands, indem er Spenden aus dem Ausland organisierte und persönlich als Geldbote fungierte. Während Husseini öffentlich wirkte und deswegen immer wieder inhaftiert wurde, arbeitete Sari Nusseibeh im Hintergrund. Während des Ersten Golfkrieges arbeitete er mit Schalom Achschaw zusammen und setzte sich für ein Ende der Angriffe auf Zivilisten ein. Im Januar 1991 war er wegen angeblicher Spionage für den Irak für drei Monate ohne Verurteilung (administrative Haft) in Israel inhaftiert. Für seine Freilassung setzte sich unter anderem Amnesty International ein. Zusammen mit Mark Heller verfasste er 1991 das Buch No Trumpets, No Drums, in dem er für eine Zwei-Staaten-Lösung des israelisch-palästinensischen Konflikts plädiert.
Vor Einführung der Palästinensischen Autonomie war er Vorsitzender eines Gremiums, das in Arbeitsgruppen die Basis für die künftigen Ministerien legte. Nach der Enttäuschung über die Besetzung dieser Ministerien mit Exil-Palästinensern und die Amtsführung Arafats zog er sich weitgehend von der Politik zurück und beschränkte sich auf seine Tätigkeit als Universitätsdirektor.
Nach dem Tod von Faisal Husseini übernahm er von Oktober 2001 bis Dezember 2002 dessen Funktion als Repräsentant der PLO in Jerusalem.
Während der Zweiten Intifada verurteilte er Selbstmordattentate und forderte einen demilitarisierten palästinensischen Staat.
Im Juni 2003 gründete er zusammen mit Ami Ajalon die Friedensinitiative Peoples’ Campaign for Peace and Democracy, deren Kernforderungen der Rückzug Israels auf die Grenzen von 1967, die Gründung eines palästinensischen Staates im Gazastreifen und Westjordanland und der Verzicht der Palästinenser auf ein Rückkehrrecht sind. Jerusalem sollte als „offene Stadt“ Hauptstadt beider Staaten sein.
2007 veröffentlichte er das autobiographische Buch Once Upon a Country, das im März 2008 unter dem Titel Es war einmal ein Land. Ein Leben in Palästina auch in deutscher Übersetzung erschien.
Im Sommer 2008 rief er die Autonomiebehörde zur Selbstauflösung und die EU zur Einstellung der Unterstützungszahlungen auf, da dies alles nur ein Feigenblatt für die israelische Besatzung sei. Damit solle Israel vor die Wahl gestellt werden: Übernahme der vollen Verantwortung und der Besatzungskosten oder Entlassung in die Unabhängigkeit.
2011 veröffentlichte er das Buch What Is a Palestinan State Worth?, in dem er sich sehr pessimistisch über die Zukunft der palästinensischen Souveränität äußerte. Er schrieb, Israel werde aus – historisch begründeter – Angst niemals die Kontrolle über das Westjordanland aufgeben, was eine Zwei-Staaten-Lösung unmöglich machte. Er schlug daher in der Einleitung rhetorisch vor, dass die Palästinenser auf einen eigenen Staat verzichten und ein besseres Leben als Zweite-Klasse-Bürger ohne Wahlrecht in Israel anstreben sollten. Dass aber Israel so ein nach Apartheid „riechendes“ System offiziell etablieren wollte, bezweifelte auch er. Das Buch erschien im Februar 2012 unter dem Titel Ein Staat für Palästina? Plädoyer für eine Zivilgesellschaft in Nahost auf Deutsch.
Ende März 2014 trat er als Präsident der Al-Quds-Universität zurück, blieb jedoch dort weiter als Professor tätig. Offizieller Grund war das Erreichen des Pensionsalters von 65 Jahren, tatsächlicher Grund dürften jedoch Zerwürfnisse unter anderem mit der Partneruniversität Brandeis sein. Ursache dafür war eine Demonstration der Hamas im November 2013 auf dem Universitätsgelände. Vorgeworfen wurde ihm, diese nicht verhindert zu haben bzw. nicht angemessen darauf reagiert zu haben.
Er ist mit Lucy Austin verheiratet, der Tochter des englischen Philosophen John Langshaw Austin und dessen Frau Jean, und hat drei Söhne und eine Tochter.

## Auszeichnungen
- 2003 Lew-Kopelew-Preis (gemeinsam mit Uri Avnery)[12]
- 2004 Premi Internacional Catalunya (gemeinsam mit Amos Oz)[13]
- 2004 Four Freedoms Award, in der Kategorie Religionsfreiheit
- 2009 Friedenspreis der Geschwister Korn und Gerstenmann-Stiftung (gemeinsam mit Itamar Rabinovich)
- 2010 Siegfried Unseld Preis (gemeinsam mit Amos Oz)[14]

## Schriften
- Es war einmal ein Land. Ein Leben in Palästina. Suhrkamp, Frankfurt 2009, ISBN 978-3-518-46086-3 (Erstauflage 2008).
- What Is a Palestinian State Worth? Harvard University Press, 2011 – auf Deutsch Ein Staat für Palästina? Plädoyer für eine Zivilgesellschaft in Nahost. Kunstmann, München 2012, ISBN 978-3-88897-752-7.
- The Story of Reason in Islam. Stanford University Press, Stanford, California 2016, ISBN 978-0-8047-9461-9